# البوصيري
محمد بن سعيد بن حماد الصنهاجي البوصيري (608 هـ - 696 هـ / 7 مارس 1213 - 1295) شاعر صنهاجي اشتهر بمدائحه النبوية. أشهر أعماله البردة المسماة «الكواكب الدرية في مدح خير البرية».

## حياته
ذكر أن البوصيري قد ولد في قرية دلاص (دلس) بالجزائر في (أول شوال 608هـ = 7 من مارس 1213م)، وقيل أنه ولد لأسرة ترجع جذورها إلى قبيلة صنهاجة إحدى أكبر القبائل البربرية، المنتشرة في بلاد المغرب.
وهناك قول آخر أنه ولد بقرية دلاص إحدى قرى بني سويف من صعيد مصر، ونشأ بقرية «بوصير» القريبة من مسقط رأسه، ثم انتقل بعد ذلك إلى القاهرة.
تلقى البوصيري العلم منذ نعومة أظفاره؛ فحفظ القرآن في طفولته، وتتلمذ على عدد من أعلام عصره، كما تتلمذ عليه عدد كبير من العلماء المعروفين، منهم: أثير الدين محمد بن يوسف المعروف بأبو حيان الغرناطي، أبو العباس المرسي، وفتح الدين أبو الفتح محمد بن محمد العمري الأندلسي الإشبيلي، المعروف بابن سيد الناس، وغيرهم.
عُني البوصيري بقراءة السيرة النبوية، ومعرفة دقائق أخبار رسول الإسلام وجمع سيرته، وأفرغ طاقته وأوقف شعره وفنه على مدح الرسول، وكان من ثمار مدائحه النبوية (بائياته الثلاث)، وقد استهل الأولى بـ:
واستهل الثانية بقوله:
أما الثالثة فيبدؤها بقوله:
وله أيضًا قصائد آخرى من المدائح النبوية منها قصيدته «الحائية»، التي يقول فيها مناجيًا الله:
وقصيدته «الدالية» التي يبدؤها بقوله:

## بردة البوصيري
تُعد قصيدته الشهيرة «الكواكب الدرية في مدح خير البرية»، والمعروفة باسم «البردة» أهم أعماله. شرحها الشيخ الأمهري في كتابه «مختصر الكواكب الدرية في مدح خير البرية». وهي قصيدة طويلة تقع في 160 بيتًا. يقول فيها:
ويعد أشهر بيت في هذه القصيدة هو:
وقد ظلت تلك القصيدة مصدر إلهام للشعراء على مر العصور، يحذون حذوها وينسجون على منوالها، وينهجون نهجها، ومن أبرز معارضات الشعراء عليها قصيدة أمير الشعراء أحمد شوقي «نهج البردة»، التي تقع في 190 بيتًا، ومطلعها:
وكذلك لامية عبد المولى البغدادي البالغ عدد أبياتها 231 بيتًا، ومطلعها

## أعمال البوصيرى نثرًا وشعرًا
ترك البوصيري عددًا كبيرًا من القصائد والأشعار ضمّها ديوانه الشعري الذي حققه «محمد سيد كيلاني»، وطُبع بالقاهرة سنة (1374 هـ= 1955 م)، منها:
- قصيدته الشهيرة البردة «الكواكب الدرية في مدح خير البرية».
- الهمزية (أم القرى).
- القصيدة «المضرية في مدح خير البرية».
- قصيدة «ذخر المعاد».
- لامية في الرد على اليهود والنصارى بعنوان: «المخرج والمردود على النصارى واليهود»، وقد نشرها الشيخ «أحمد فهمي محمد» بالقاهرة سنة (1372 هـ= 1953 م).
- وله أيضا «تهذيب الألفاظ العامية»، وقد طبع كذلك بالقاهرة.

وكتب الإمام البوصيري هذه الأبيات في مدح الأتراك عام 1291 بسبب السيطرة على مدينة عكا وتحريرها من قبضة الصليبيين

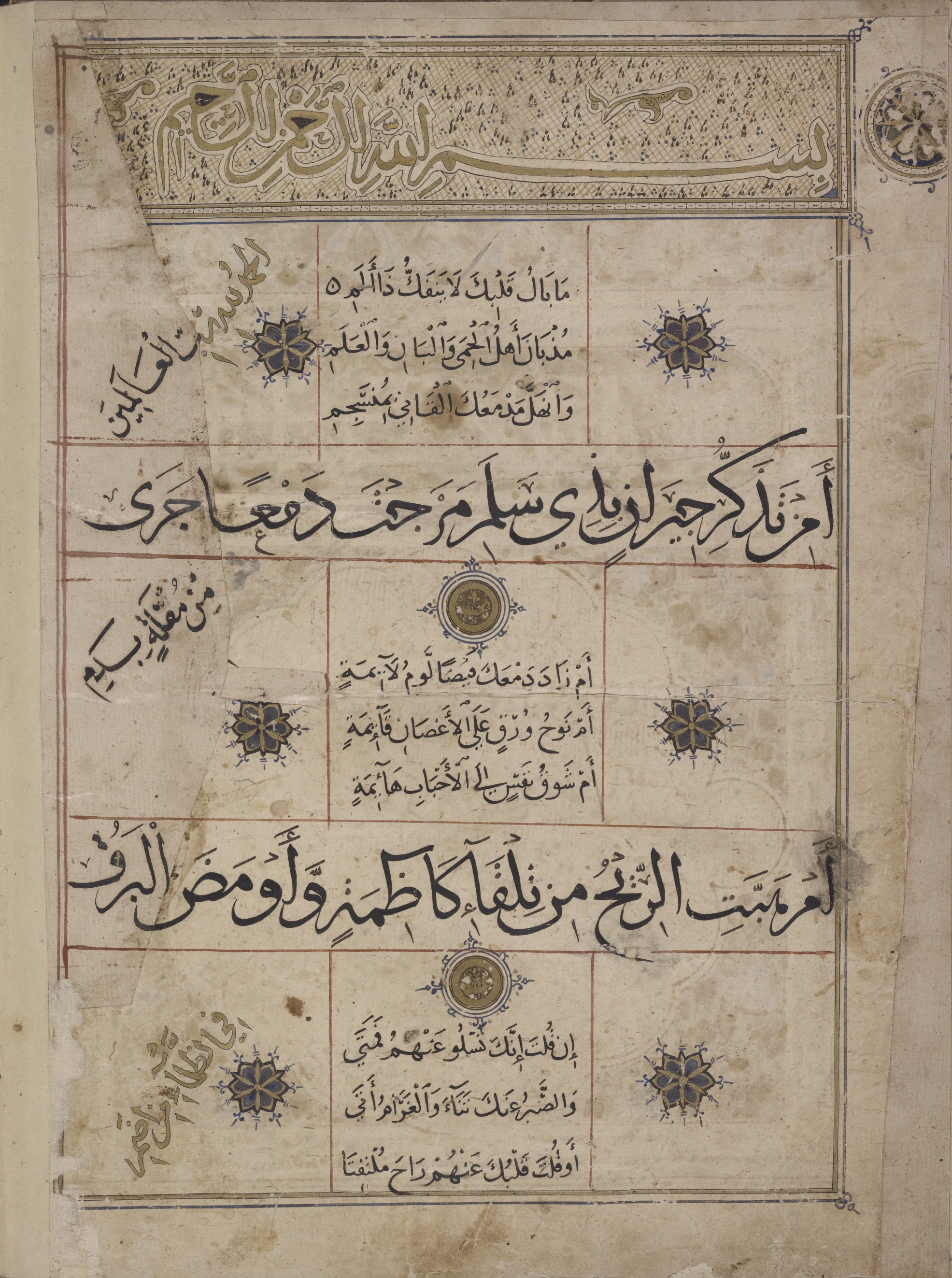
الصفحة الاولى من كتابة البردية المسماة "الكواكب الدرية في مدح خير البرية
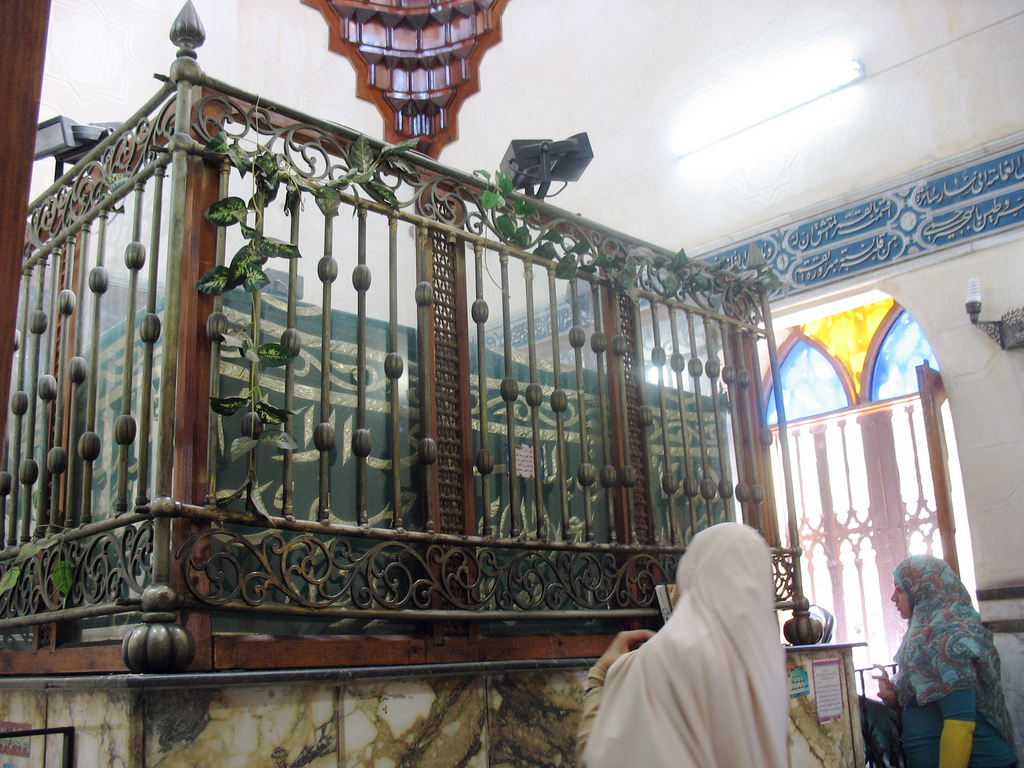
ضريحه بالإسكندرية
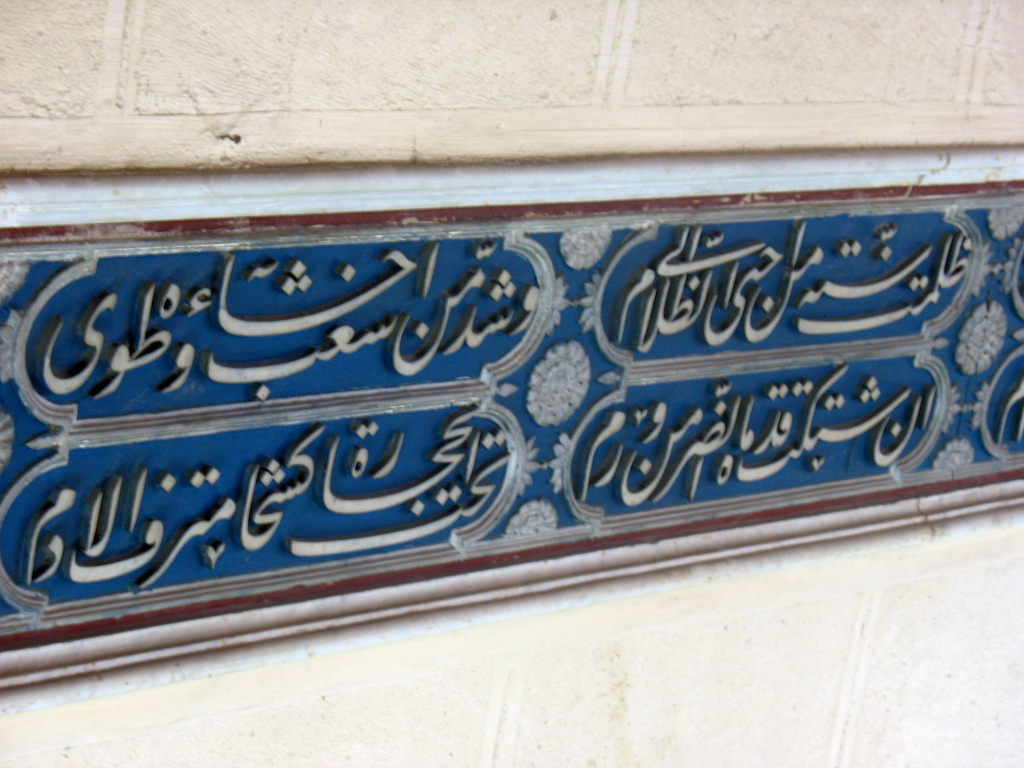
جزء من قصيدة البردة للبوصيري بالإسكندرية

## وفاته
تُوفِّي البوصيري بالإسكندرية سنة 696 هـ / 1295م عن عمر بلغ 87 عامًا.

## وصلات خارجية
- البوصيري على موقع الموسوعة البريطانية (الإنجليزية)
- قصيدة مرئية على يوتيوب
- ديوان البوصيري من بوابة الشعراء